# Víctor Sánchez
Víctor Sánchez Mata (Rubí, 8 de setembro de 1987) é um futebolista espanhol que atua como volante ou lateral-direito.

## Estatíticas da Carreira
| Clube       | Temporada | Liga      | Liga | Copa      | Copa | Europa    | Europa | Total     | Total |
| Clube       | Temporada | Presenças | Gols | Presenças | Gols | Presenças | Gols   | Presenças | Gols  |
| ----------- | --------- | --------- | ---- | --------- | ---- | --------- | ------ | --------- | ----- |
| Barcelona C | 2006–07   | 36        | 7    | -         | -    | -         | -      | 36        | 7     |
| Barcelona C | Total     | 36        | 7    | -         | -    | -         | -      | 36        | 7     |
| Barcelona B | 2007–08   | 31        | 2    | -         | -    | -         | -      | 31        | 2     |
| Barcelona B | 2008–09   | 14        | 3    | -         | -    | -         | -      | 14        | 3     |
| Barcelona B | Total     | 45        | 5    | -         | -    | -         | -      | 45        | 5     |
| Barcelona   | 2007–08   | 1         | 0    | 1         | 0    | 0         | 0      | 2         | 0     |
| Barcelona   | 2008–09   | 7         | 0    | 2         | 0    | 3         | 0      | 12        | 0     |
| Barcelona   | Total     | 8         | 0    | 3         | 0    | 3         | 0      | 14        | 0     |
| Xerez       | 2009–10   | 25        | 2    | 2         | 0    | -         | -      | 27        | 2     |
| Xerez       | Total     | 25        | 2    | 2         | 0    | -         | -      | 27        | 2     |
| Getafe      | 2010–11   | 29        | 1    | 3         | 0    | 5         | 0      | 37        | 1     |
| Getafe      | Total     | 29        | 1    | 3         | 0    | 5         | 0      | 37        | 1     |
| Neuchâtel   | 2011      | 14        | 2    | 2         | 0    | -         | -      | 15        | 2     |
| Neuchâtel   | Total     | 14        | 2    | 2         | 0    | -         | -      | 15        | 2     |
| Espanyol    | 2011–12   | 0         | 0    | 0         | 0    | 0         | 0      | 0         | 0     |
| Espanyol    | Total     | 0         | 0    | 0         | 0    | 0         | 0      | 0         | 0     |
| Total       | Total     | 157       | 17   | 10        | 0    | 8         | 0      | 175       | 17    |